# Renato Valenti
Renato Valenti (Monfalcone, 19 maggio 1929 – Monfalcone, 11 maggio 2019) è stato un calciatore italiano, di ruolo attaccante o difensore.

## Caratteristiche tecniche
Nato come attaccante, in seguito giocherà come difensore.

## Carriera
Inizia la sua carriera nel Monfalcone. Nel 1950-1951 gioca nella  massima serie con la Triestina, allenata dall'ungherese Bela Guttman. Il suo esordio in campionato avviene il 21 gennaio 1951 in Triestina-Como, nel suo ruolo naturale di attaccante. Valenti si mette subito in luce, segnando la rete del successo al Valmaura sui lariani. La stagione successiva viene impiegato come jolly difensivo e diventa presto una colonna della difesa giuliana. Resta in alabardato cinque stagioni, collezionando 104 presenze.
Nell'estate del 1955 si trasferisce a Udine dove gioca per sei stagioni, conquistando nel 1955-1956 la promozione in Serie A.
Nel 1964 torna nella sua Monfalcone, dove gioca da capitano altri quattro campionati con il CRDA.
Valenti è morto a Monfalcone l'11 maggio del 2019 all'età di 89 anni.

## Palmarès

### Club

#### Competizioni nazionali
- Serie B: 1

Udinese: 1955-1956